# Mackenzie Davis

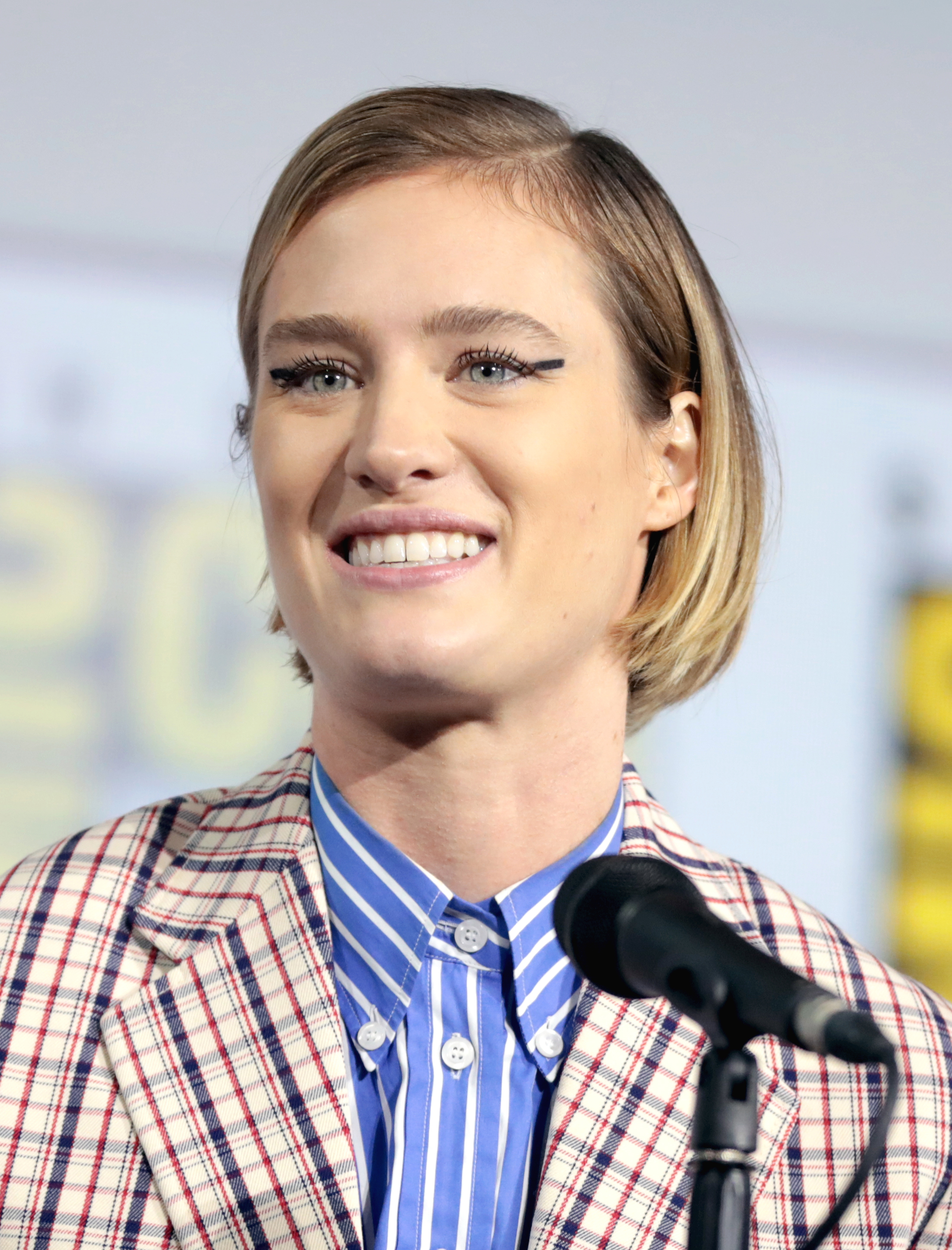
Mackenzie Davis im Juli 2019

Mackenzie Rio Davis (* 1. April 1987 in Vancouver, British Columbia) ist eine kanadische Schauspielerin. Sie erlangte unter anderem durch ihre Rollen in The F-Word – Von wegen nur gute Freunde!, Für immer Single? und ab 2014 durch ihre Hauptrolle der Cameron Howe in der US-Dramaserie Halt and Catch Fire internationale Bekanntheit.

## Leben und Karriere
Davis wurde am 1. April 1987 in Vancouver, der größten Stadt der kanadischen Provinz British Columbia, geboren, wo sie aufwuchs und einen großen Teil ihrer Schulzeit verbrachte, ehe sie nach Montreal zog, wo sie ein Englischstudium an der McGill University begann, das sie nach drei Jahren im Jahr 2010 abschloss, um ihren Traum von einer Schauspielkarriere in New York City zu verwirklichen.
In New York City begann sie schließlich eine Ausbildung an der renommierten Schauspielschule Neighborhood Playhouse School of the Theatre, die sie im Mai 2011 nach knapp zweijähriger Zeit im Two-Year-Certificate-Professional-Acting-Programm abschloss, ehe sie für ihre ersten Rollen im Film und Fernsehen gebucht wurde. Aus diesem Anlass verbrachte sie die folgenden zwei Jahre fast ausschließlich in Los Angeles. Einer der Gründe dafür war auch, dass Filmemacher Drake Doremus sie für seinen Film Breathe In engagierte, der seine offizielle Premiere erst im Jahre 2013 hatte; Doremus hatte sie erst kurz zuvor entdeckt.

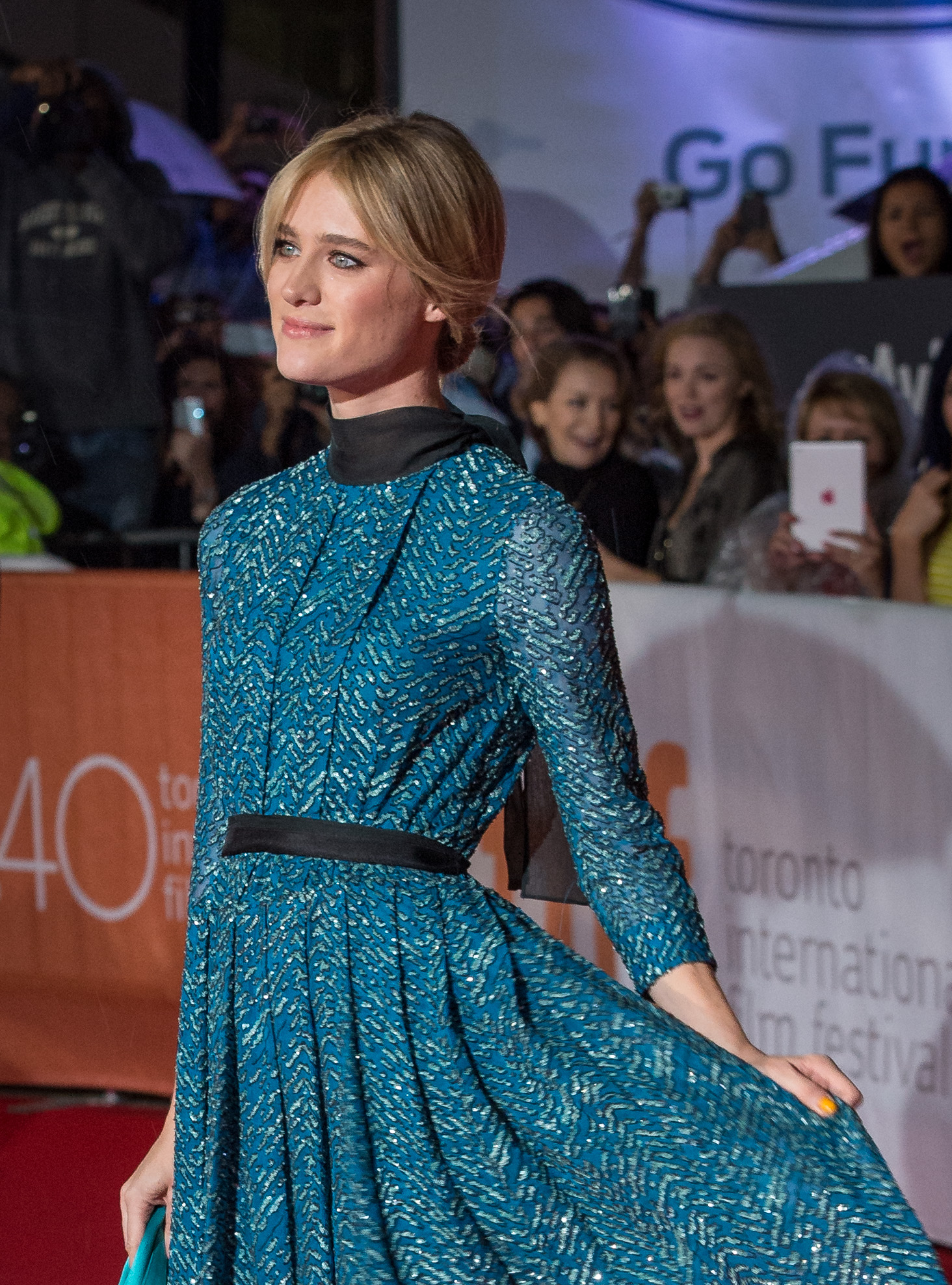
Mackenzie Davis bei der Premiere von Der Marsianer – Rettet Mark Watney beim Toronto International Film Festival 2015

Bereits 2012 übernahm die mit 1,78 m großgewachsene Schauspielerin eine kleinere Rolle in James Ponsoldts Smashed und war in einer Episode der kurzlebigen US-Serie I Just Want My Pants Back zu sehen. Ihren eigentlichen Durchbruch im Filmgeschäft hatte sie jedoch erst im darauffolgenden Jahr, als sie  neben dem Film Breathe In in The F-Word – Von wegen nur gute Freunde! in der Nebenrolle der Nicole, des Weiteren in der Hauptrolle der Sue im Thriller Bad Turn Worse, auch bekannt unter dem Titel We Gotta Get Out of This Place, sowie in der Nebenrolle der Sophia in Myles Sorensens Plato’s Reality Machine und im Kurzfilm Moontown eingesetzt wurde.
Für die Darstellung der Nicole in The F-Word – Von wegen nur gute Freunde! wurde sie im Folgejahr bei den Canadian Screen Awards in der Kategorie „Performance by an Actress in a Supporting Role“ nominiert, konnte sich in dieser Kategorie jedoch nicht gegen Sarah Gadon durchsetzen, die den Preis für ihre Arbeit in Enemy gewann.
2014 war sie neben einem Kurzfilm (Emptied) auch in einer Nebenrolle in Für immer Single? zu sehen. Des Weiteren übernahm sie die Hauptrolle in Form des Computergenies Cameron Howe in der über vier Staffeln laufenden US-Dramaserie Halt and Catch Fire.
Im nachfolgenden Jahr 2015 konnte Mackenzie Davis ebenfalls in namhaften Produktionen mitwirken. So sah man sie im Drama A Country Called Home oder als NASA-Satellitenspezialistin Mindy Park im Blockbuster Der Marsianer – Rettet Mark Watney mit Matt Damon in der Hauptrolle. Weitere Engagements hatte sie in diesem Jahr im Kurzfilm Memory Box und in der Rolle der Petra in Freaks of Nature, einem Horror-Comedy-Film, auch bekannt unter dem Namen Kitchen Sink.
Im Oktober 2016 veröffentlichte Netflix die dritte Staffel der Dramaserie Black Mirror, in der Mackenzie Davis in San Junipero (Folge 4) an der Seite von Gugu Mbatha-Raw die Hauptrolle übernommen hatte. Im sechsten Film der Terminator-Reihe, Terminator: Dark Fate (November 2019), spielt Mackenzie Davis eine der Hauptrollen neben der Originalbesetzung von Terminator 2 – Tag der Abrechnung.
Ende Juni 2020 wurde Davis ein Mitglied der Academy of Motion Picture Arts and Sciences.

## Nominierungen und Auszeichnungen
Nominierung
- 2014: Canadian Screen Award in der Kategorie „Performance by an Actress in a Supporting Role“ für ihr Engagement in The F-Word – Von wegen nur gute Freunde![5]

## Filmografie
Filmauftritte (auch Kurzauftritte)
- 2012: Smashed
- 2013: Breathe In
- 2013: The F-Word – Von wegen nur gute Freunde! (The F-Word)
- 2013: Bad Turn Worse
- 2013: Plato’s Reality Machine
- 2013: Moontown (Kurzfilm)
- 2014: Für immer Single? (That Awkward Moment)
- 2014: Emptied (Kurzfilm)
- 2015: A Country Called Home
- 2015: Der Marsianer – Rettet Mark Watney (The Martian)
- 2015: Freaks of Nature
- 2015: Memory Box (Kurzfilm)
- 2016: Always Shine – Freunde für immer … (Always Shine)
- 2017: Izzy Gets the F*ck Across Town
- 2017: Blade Runner 2049
- 2018: Tully
- 2018: Boomerang (Kurzfilm)
- 2019: Terminator: Dark Fate
- 2020: Die Besessenen (The Turning)
- 2020: Irresistible – Unwiderstehlich (Irresistible)
- 2020: Happiest Season
- 2024: Swimming Home
- 2024: Speak No Evil

Serienauftritte (auch Gast- und Kurzauftritte)
- 2012: I Just Want My Pants Back (Episode 1x06)
- 2014–2017: Halt and Catch Fire (40 Episoden)
- 2016: Black Mirror (Episode 3x04)
- 2017: No Activity (Episode 1x04)
- 2021–2022: Station Eleven (7 Episoden)